# سابور الصقلبي
أبو محمد عبد الله بن محمد سابور الصقلبي أو الفارسي ، (950م، فارس - 8 أبريل 1022، بطليوس) المعروف اختصارا باسم سابور ، مؤسس وأول ملوك مملكة طائفة بطليوس.

## السنوات الأولى
من أصل فارسي محتمل، باسمه الفارسي الأصل «سابور». وقد أوتي به للاندلس في الأصل كعبدٍ صقلبي، ليصبح حرا ويشغل مناصب المسؤولية خلال الخلافة الأموية خلال شبابه، وكان مسؤولاً مؤثرا في بلاط الخليفة الحكم الثاني، وانتهى به الأمر إلى أن يكون نادلًا للخليفة نفسه.
عندما سقط حكم الخليفة في عام 976م، ذهب إلى قرطبة لأداء اليمين لخلفه هشام المؤيد بالله ويصبح جزءًا من التحالف العامري تحت لواء المنصور بن أبي عامر.
وعندما استولى الحاجب المنصور على السلطة، زادت سلطة سابور وتوسع نفوذه من سلطته على حدود منطقة غرب الأندلس والقلاع الشرقية غرب بطليوس، حيث نقل عاصمته من ماردة إلى بطليوس. إن مهارات سابور العسكرية وحنكته في الحروب واهمية موقع أرضه التي أصبحت كقاعدة إمداد في غارات المسلمين ضد المسيحيين، جعلت مكانته وسلطته تنمو.

## استقلاله بالحكم
بعد وفاة الحاجب المنصور في عام 1002م، انتشرت الفوضى في الخلافة الأموية التي أنتهت بتحللها إلى ممالك صغيرة عرفت بالطوائف، حيث بدأت هذه الاضطرابات بثورة قرطبة التي انهت السيطرة العامرية بمقتل عبد الرحمن شنجول، في 3 مارس 1009 م، وخلع الخليفة هشام الثاني، والصراع بين البربر والعرب على السلطة، حيث اختار سابور أن يقف إلى جانب البربر، نتيجة لعددهم الكبير في الأندلس بعد استعانة المنصور بهم في جيشه، ولكن مع فكرة أن يصبح ملكا لمملكة مستقلة.
بعد انتهاء الصراع بفوز البربر في النهاية واختيارهم سليمان المستعين بالله، الذي كافهئم بالاراضي، كخليفة جديد في عام 1013م، تمرد سابور، بدعم من عبد الله بن محمد وعبد الله بن الأفطس، ضد السلطة المركزية باعلان نفسه أمير وسيطرتة على كل شيء تقريبا من أراضي مقاطعة لوسيتانيا الرومانية السابقة، والتي أصبحت تعرف بطائفة بطليوس، والتي تعد واحدة من أوائل الدول التي حصلت على الاستقلال في الأندلس.
وفقًا للمؤرخ ابن الخطيب، فإن مهارات صبور في الحكم ة التسيير لا ترقى إلى مستوى كفاءته العسكرية، حيث وكل مهام الحكومة إلى عبد الله ابن الأفطس، وهو بربري أندلسي من قبيلة مكناسة، طوال فترة حكمه وحتى يوم وفاته.

## الموت والخلافة
توفي سابور في 8 أبريل 1022م. كان لديه طفلان، عبد الملك وعبد العزيز وكانا قاصرين، وقد عهد إلى ابن الأفطس بالوصاية عليهما قبل وفاته، لكن بعد وفاته استولى ابن الافطس على السلطة واضطر أبناء سابور للفرار إلى لشبونة، حيث أسس الأخوان طائفة لشبونة تحضيرا للمقاومة واستعادة حقهم في الحكم. فيما أعلن ابن الأفطس عن نفسه ملكًا باسم المنصور في بطليوس، حيث بدأ سلالتة تعرف ببني الأفطس. وأرسل جيشًا ضد لشبونة لاخضاعها، ومع ذلك، فقد توفي عبد العزيز بعد ذلك بوقت قصير، وكان عبد الملك مكروها من أهالي لشبونة لدرجة أنهم ارسلوا سرا إلى ابن الافطس في بطليوس للاتفاق على تسليم المدينة، فاضطر عبد الملك بن سابور إلى الفرار واللجوء في قرطبة، حيث أقام فيها حتى موته.